# Незабудка
Незабу́дка, незабудька (Myosótis) — трав'яниста рослина родини шорстколистих (Boraginaceae). Рід містить ≈ 150 видів, які поширені в Африці, Євразії, Австралії й Північній Америці.

## Назва
Наукова назва походить від грец. μυοσωτίς — «мишаче вухо», що натякає на форму листя у деяких видів роду. Серед українських народних назв відомі «незабудь-мене», «люби-мене-не-покинь», «павині вічка», «жабині очка», «жаб'ячі очка». Вернакулярна назва утворена на ґрунті виразу «не забудь»; назва рослини зумовлена тим, що її квіти довго не в'януть, у зв'язку з чим їх звичайно дарують на пам'ять (на незабудь).

## Опис
Незабудки — здебільшого невеликі однорічні або багаторічні трав'янисті, зазвичай волосисті рослини. Стебла висотою 10–40 см.
Квіти дрібні, як правило, блакитного кольору, але трапляються також рожеві й білі, зібрані в суцвіття. Віночок і чашечка 5-листочкові. Листки сидячі.
Цвіте з травня до середини червня. Плоди — дрібні трикутно-овальні горішки, блискучі та гладкі. Схожість зберігають протягом 2—3 років.

## Поширення та екологія
Зустрічаються в Європі, Азії, Америці, Африці та Новій Зеландії. Існує близько 150 видів. Ростуть на полянах з вологим ґрунтом. Деякі види (наприклад, незабудка болотна) можна зустріти на берегах водойм, боліт, вздовж струмків.

## Використання
Види Myosotis scorpioides і Myosotis alpestris мають лікарські застосування.
Кілька видів цінуються і є популярними декоративними рослинами.

## Види
- Myosotis abyssinica
- Myosotis afropalustris
- Myosotis albosericea
- Myosotis alpestris
- Myosotis amabilis
- Myosotis ambigens
- Myosotis amoena
- Myosotis angustata
- Myosotis anomala
- Myosotis antarctica
- Myosotis arnoldii
- Myosotis arvensis — Незабудка польова
- Myosotis asiatica
- Myosotis atlantica
- Myosotis australis
- Myosotis austrosibirica
- Myosotis azorica
- Myosotis baetica
- Myosotis baicalensis
- Myosotis baltica
- Myosotis bollandica
- Myosotis bothriospermoides
- Myosotis brevis
- Myosotis brockiei
- Myosotis butorinae
- Myosotis cadmea
- Myosotis cameroonensis
- Myosotis capitata
- Myosotis chaffeyorum
- Myosotis chakassica
- Myosotis cheesemannii
- Myosotis colensoi
- Myosotis concinna
- Myosotis congesta
- Myosotis corsicana
- Myosotis cyanea
- Myosotis czekanowskii
- Myosotis daralaghezica
- Myosotis debilis
- Myosotis decumbens
- Myosotis diminuta
- Myosotis discolor
- Myosotis drucei
- Myosotis elderi
- Myosotis ergakensis
- Myosotis exarrhena
- Myosotis eximia
- Myosotis explanata
- Myosotis forsteri
- Myosotis gallica
- Myosotis galpinii
- Myosotis glabrescens
- Myosotis glauca
- Myosotis goyenii
- Myosotis graminifolia
- Myosotis graui
- Myosotis guneri
- Myosotis heteropoda
- Myosotis incrassata
- Myosotis jenissejensis
- Myosotis jordanovii
- Myosotis kamelinii
- Myosotis kebeshensis
- Myosotis keniensis
- Myosotis koelzii
- Myosotis kolakovskyi
- Myosotis krasnoborovii
- Myosotis krylovii
- Myosotis kurdica
- Myosotis laeta
- Myosotis laingii
- Myosotis lamottiana
- Myosotis latifolia
- Myosotis laxa
- Myosotis laxiflora
- Myosotis lazica
- Myosotis lithospermifolia
- Myosotis lithuanica
- Myosotis litoralis
- Myosotis ludomilae
- Myosotis lusitanica
- Myosotis lyallii
- Myosotis lytteltonensis
- Myosotis macrantha
- Myosotis macrocalyx
- Myosotis macrosiphon
- Myosotis macrosperma
- Myosotis magniflora
- Myosotis margaritae
- Myosotis maritima
- Myosotis matthewsii
- Myosotis michaelae
- Myosotis minutiflora
- Myosotis monroi
- Myosotis mooreana
- Myosotis nemorosa
- Myosotis nikiforovae
- Myosotis ochotensis
- Myosotis olympica
- Myosotis orbelica
- Myosotis oreophila
- Myosotis pansa
- Myosotis petiolata
- Myosotis pineticola
- Myosotis platyphylla
- Myosotis popovii
- Myosotis pottsiana
- Myosotis propinqua
- Myosotis pulvinaris
- Myosotis pusilla
- Myosotis pygmaea
- Myosotis pyrenaica
- Myosotis radix-palaris
- Myosotis rakiura
- Myosotis ramosissima
- Myosotis refracta
- Myosotis rehsteineri
- Myosotis retusifolia
- Myosotis rivularis
- Myosotis robusta
- Myosotis sajanensis
- Myosotis saxosa
- Myosotis schistosa
- Myosotis schmakovii
- Myosotis scorpioides — Незабудка болотна
- Myosotis secunda
- Myosotis semiamplexicaulis
- Myosotis sicula
- Myosotis solange
- Myosotis soleirolii
- Myosotis sparsiflora
- Myosotis spathulata
- Myosotis speluncicola
- Myosotis stenophylla
- Myosotis stolonifera
- Myosotis stricta
- Myosotis suavis
- Myosotis subcordata
- Myosotis superalpina
- Myosotis sylvatica
- Myosotis taverae
- Myosotis tenericaulis
- Myosotis tinei
- Myosotis traversii
- Myosotis tuxeniana
- Myosotis ucrainica
- Myosotis uniflora
- Myosotis welwitschii
- Myosotis venosa
- Myosotis verna
- Myosotis vestergrenii

## Незабудка як символ

Стилізоване зображення незабудки використовують з 2015 року як символ геноциду вірмен у Туреччині

- З 1986 р. незабудка використовувалась як символ Голодомору у шкільництві української канадської діаспори. З початку 1990-х рр. така практика поширилась в Україні[8].
- Масони носять у петлиці значок незабудки в пам'ять про вільних мулярів, загиблих у нацистських концтаборах[9].
- Якщо потримати блакитну квітку незабудки болотної над димом сигарети або сигари, квітка забарвиться в зелений колір[10].
- Стилізоване зображення квітки незабудки фіолетового кольору є символом заходів, присвячених столітній річниці геноциду вірмен[11] (1915—2015).
- Незабудка — символ пам'яті про жителів Ньюфаундленду і Лабрадору, які загинули у Першій світовій війні.
- Також використовується в Німеччині для вшанування пам'яті загиблих солдатів у світових війнах подібно до використання пам'ятного маку у Великій Британії.
- У Новій Зеландії незабудка є символом фонду, що захищає людей, які страждають на хворобу Альцгеймера та деменцію.